# كعكة الشوكولاتة الجرمنية
كعكة الشُّكلاطة الجِرْمَنِيَّة كعكة شكلاطة ذات طبقات مملوءة بجوز الهند ومغطاة بالبَقَّان. نشأت في الولايات المتحدة ويعود اسمها إلى صانع شكلاطة إنجليزي أمريكي يدعى Samuel German صموئيل جِرمَن الذي طور تركيبة من شكلاطة الخَبز الداكنة التي أصبحت تستخدم في وصفة الكعكة، وهو ليس ألماني الجنسية. الحشوة و الطبقة العلوية من الكَسترد المصنوع من المُحّ والحليب المبخر. عند الانتهاء من طهي الكَسترد يُضاف جوز الهند والجوز.  ثم تدهن تغظية الشكلاط على جوانب الكعكة عدة مرات وتوضع في محيط الطبقات لتثبيتها في الحشوة. يُضاف الكرز المَرشينو أحيانًا تزيينًا للكعكة.